# تروخیو ۱۲۱۰۱
سیارک ۱۲۱۰۱ (به انگلیسی: 12101 Trujillo، نامگذاری:1998JX2) دوازده هزار و صد و یکمین سیارک کشف شده‌است که در ۱ مه ۱۹۹۸ کشف شد.
قدر مطلق سیارک برابر ۲۵.۷ است.